# Jean-Paul Procureur
Jean-Paul Procureur (Wasmes-Audemez-Briffœil, 6 februari 1952) is een Belgisch journalist en een politicus van cdH en daarna PS.

## Levensloop
Nadat Procureur licentiaat in de journalistiek aan de ULB werd, deed hij een stage als journalist bij de krant La Cité. Daarna werkte hij korte tijd als gedelegeerde van een verzekeringsmaatschappij, twee jaar op de Dienst Nationale Opvoeding en twee jaar op het Nationaal Instituut van Huisvesting. Daarna werd hij journalist bij de RTBF.
In 2004 verliet hij de RTBF en kwam hij voor het cdH op bij de regionale verkiezingen. Hij werd verkozen als lid van het Waals Parlement en van het Parlement van de Franse Gemeenschap voor het arrondissement Zinnik. Ook zetelde hij van 2007 tot 2009 als gemeenschapssenator in de Belgische Senaat. Nadat hij in 2009 niet herkozen werd als Waals Parlementslid, was Procureur van 2009 tot 2010 gecoöpteerd senator. Ook was hij van 2006 tot 2018 gemeenteraadslid van Zinnik.
In 2010 verliet hij de nationale politiek en keerde hij terug naar de RTBF. In mei 2017 verliet hij het cdH en stapte hij over naar de PS.